# Belk
Belk, Inc. er en amerikansk stormagasinkæde med 293 butikker i 16 delstater.
Belk blev etableret i 1888 af William Henry Belk i Monroe, North Carolina.